# Очкуровка
Очкуровка — село в Николаевском районе Волгоградской области России, административный центр и единственный населённый пункт Очкуровского сельского поселения.
Население — 1151 (2021)

## История
Дата основания не установлена. Первоначально имело статус хутора. По состоянию на 1859 год хутор Очкуров относился к Царевскому уезду Астраханской губернии. В хуторе имелся 49 дворов, проживало 272 жителя (133 мужчины и 139 женщин)
По состоянию на 1900 год хутор относился к Кисловской волости. Согласно Памятной книжке Астраханской губернии на 1914 год в хуторе проживали 491 душ мужского и 418 женского пола (предположительно, все население зародилось от рода Томиленко) .
В 1919 году хутор в составе Царевского уезда включён в состав Царицынской губернии. Позднее получил статус села. В 1928 году село включено в состав Николаевского района Нижне-Волжского края (с 1934 года — Сталинградского края, с 1936 года — Сталинградской области).
На основании решения Волгоградского облисполкома от 25 марта 1987 года № 8/127 «Об изменении административно-территориального состава отдельных районов Волгоградской области» в Николаевском районе был образован Очкуровский сельсовет с административным центром в с. Очкуровка, за счет разукрупнения Солодушинского сельсовета.
В связи со строительством Сталинградской ГЭС село оказалось в зоне затопления, село было перенесено на новое место

## Физико-географическая характеристика
Село расположено в Заволжье, в пределах Прикаспийской низменности, на высоте около 30 метров выше уровня мирового океана. Первоначально село располагалось на левом берегу Волги.
В настоящее время село расположено юго-восточнее старого места, на восточном берегу Волгоградского водохранилища, между городом Николаевск и селом Солодушино.
Рельеф местности равнинный, прибрежная полоса Волгоградского водохранилища изрезана оврагами. Почвы каштановые. Почвообразующие породы — пески.
Географическое положение
По автомобильной дороге расстояние до областного центра города Волгограда составляет 180 км, до районного центра города Николаевск (до центра города) — 5,7 км.
Климат
Климат континентальный, засушливый (согласно классификации климатов Кёппена-Гейгера — Dfa). Среднегодовая температура воздуха положительная и составляет + 7,4 °C, средняя температура самого холодного месяца января — 9,1 °C, самого жаркого месяца июля + 23,4 °C. Расчётная многолетняя норма осадков — 381 мм. Наименьшее количество осадков выпадает в марте (21 мм), наибольшее в июне (46 мм)
Часовой пояс
Очкуровка, как и вся Волгоградская область, находится в часовой зоне МСК (московское время). Смещение применяемого времени относительно UTC составляет +3:00.

## Население
| 1859 | 1897 | 1904 | 1908 | 1911 | 1914 | 1987 | 2002 |
| ---- | ---- | ---- | ---- | ---- | ---- | ---- | ---- |
| 272  | 668  | 712  | 786  | 870  | 909  | 1100 | 1194 |

| 2010  | 2012  | 2013  | 2014  | 2015  | 2016  | 2017  |
| ----- | ----- | ----- | ----- | ----- | ----- | ----- |
| 1232  | ↘1222 | ↗1238 | ↗1242 | ↘1233 | ↘1224 | ↗1227 |
| 2018  | 2019  | 2020  | 2021  |       |       |       |
| ↘1189 | ↘1180 | ↘1153 | ↘1151 |       |       |       |